# Long Reach Ethernet
Long Reach Ethernet (LRE) ist ein proprietäres Verfahren der Firma Cisco zur Erweiterung der Ethernettechnologie. Es ermöglicht, einen Ethernetanschluss nach IEEE Standard 802.3 über normale Kupfer-Doppelader (Telefonanschlusskabel) mit Datenraten zwischen 15 Mbit/s bei Entfernungen von ca. 1 km und 5 Mbit/s bei ca. 1,5 km zur Verfügung zu stellen. Es vergrößert also die Reichweite des traditionellen Ethernet (z. B. Kategorie 5 Kabel) über Kupferkabel von 100 Meter auf bis zu 1500 Meter.
Technisch basiert Long Reach Ethernet auf 10BaseS der Firma Infineon und zählt somit zu den DSL-Verfahren. Vorhandene Infrastrukturen für das Telefonnetz können mit LRE genutzt werden.